# Eidgenössischer Spiel- und Stafettentag 1924
Der Eidgenössischer Spiel- und Stafettentag 1924 war der fünfte Eidgenössische Spiel- und Stafettentag. Er fand am 28. September 1924 auf der Schützenmatte in Basel statt. Gastgeber war der BTV Basel.

## 4 × 100 m Stafette

### Vorlauf
- Zeit: 10:10–10:30

#### 1. Laufgruppe
| Platz | Mannschaft                   | Zeit (s) |
| ----- | ---------------------------- | -------- |
| 1     | TV Olten I                   | 45,4     |
| 2     | ST Bern I                    | 45,4     |
| 3     | Abstinenten-Turnverein Basel | 46,8     |
| 4     | TV Suhr                      | 46,8     |

#### 2. Laufgruppe
| Platz | Mannschaft    | Zeit (s)        |
| ----- | ------------- | --------------- |
| 1     | BTV Basel I   | 45,0            |
| 2     | BTV Basel II  | 46,0            |
| 3     | BTV Basel III | 49,2            |
| 4     | BTV Bern      | Disqualifiziert |

#### 3. Laufgruppe
| Platz | Mannschaft              | Zeit (s) |
| ----- | ----------------------- | -------- |
| 1     | ST Bern II              | 47,2     |
| 2     | STV St. Gallen II       | 47,4     |
| 3     | Amis Gymnastes Lausanne | 50,6     |
| 4     | BTV Aarau               |          |

#### 4. Laufgruppe
| Platz | Mannschaft    | Zeit (s)        |
| ----- | ------------- | --------------- |
| 1     | TV Olten II   | 47,6            |
| 2     | STV Luzern    | 49,2            |
| 3     | BTV Basel III | Disqualifiziert |

#### 5. Laufgruppe
| Platz | Mannschaft        | Zeit (s) |
| ----- | ----------------- | -------- |
| 1     | STV St. Gallen I  | 46,6     |
| 2     | TV Amicitia Basel | 48,2     |

### Zwischenlauf
- Zeit: 15:00–15:15

#### 1. Laufgruppe
| Platz | Mannschaft                   | Zeit (s) |
| ----- | ---------------------------- | -------- |
| 1     | ST Bern I                    | 45,4     |
| 2     | ST Bern II                   | 46,2     |
| 3     | BTV Basel II                 | 46,6     |
| 4     | Abstinenten-Turnverein Basel | 47,6     |

#### 2. Laufgruppe
| Platz | Mannschaft       | Zeit (s) |
| ----- | ---------------- | -------- |
| 1     | BTV Basel I      | 45,2     |
| 2     | TV Olten I       | 45,4     |
| 3     | STV St. Gallen I | 46,6     |
| 4     | TV Suhr          | 47,4     |

### Endlauf
| Platz | Mannschaft  | Zeit (s)               |
| ----- | ----------- | ---------------------- |
| 1     | ST Bern I   | 45,0                   |
| 2     | BTV Basel I | 45, 0Handbreite Zurück |
| 3     | TV Olten I  | 45,8                   |
| 4     | ST Bern II  | Disqualifiziert        |

- Zeit: 16:15

## Olympische Stafette
| Platz | Mannschaft                   | Zeit (min)      |
| ----- | ---------------------------- | --------------- |
| 1     | ST Bern                      | 3:33,6          |
| 2     | Abstinenten-Turnverein Basel | 3:38,2          |
| 3     | TV Kaufleute Basel           | 3:48,4          |
| 4     | BTV Aarau                    | 3:50,6          |
| 5     | TV Amicitia Basel            | 3:56,6          |
| 6     | TV Suhr                      | Disqualifiziert |

- Zeit: 11:30 (Vorlauf) & 17:10 (Endlauf) ?
- TV Suhr mit zweitbester Zeit, auf Grund eines Stabwechselfehlers, disqualifiziert

## 10 × 80 m hin und zurück Stafette
| Platz | Mannschaft                   | Zeit (min) |
| ----- | ---------------------------- | ---------- |
| 1     | ST Bern                      | 3:22,0     |
| 2     | BTV Basel                    | 3:23,4     |
| 3     | TV Olten                     | 3:30,0     |
| 4     | Abstinenten-Turnverein Basel | 3:30,6     |
| 5     | STV St. Gallen               | 3:33,2     |
| 6     | TV Kaufleute Basel           | 3:34,0     |
| 7     | BTV Aarau                    | 3:35,2     |
| 8     | BTV Bern                     | 3:37,6     |
| 9     | BTV Basel II                 | 3:38,0     |
| 10    | TV Olten II                  | 3:38,0     |

- Zeit: 14:00–14:30

## Spiele

### Korbball
| Platz | Mannschaft                        |
| ----- | --------------------------------- |
| 1     | ST Bern                           |
| 2     | TV Olten                          |
| 3     | Gymnastischen Gesellschaft Zürich |

- Zeit: 9:25–11:25 und 14:10–17:00
- Endspiel: ST Bern 11 : 2 TV Olten

### Fangball
| Platz | Mannschaft                        |
| ----- | --------------------------------- |
| 1     | STV Wettingen                     |
| 2     | Amicitia Solothurn                |
| 3     | BTV Burgdorf                      |
| 4     | STV Kreuzlingen (Disqualifiziert) |

- Zeit: 9:20–11:25 und 14:35–16:15

### Faustball
| Platz | Mannschaft                        |
| ----- | --------------------------------- |
| 1     | Abstinenten-Turnverein Basel I    |
| 2     | Abstinenten-Turnverein Basel II   |
| 3     | Gymnastischen Gesellschaft Zürich |
| 4     | TV Olten                          |

- Zeit: 8:45–11:25 und 14:10–16:15

## Freie Vorführungen

### Schlagball
| Platz | Mannschaft                        |
| ----- | --------------------------------- |
| 1     | Gymnastischen Gesellschaft Zürich |
| 2     | Abstinenten-Turnverein Basel      |

- Zeit: 16:20–17:00

### Gymball
| Platz | Mannschaft              |
| ----- | ----------------------- |
| 1     | Amis Gymnastes Lausanne |
| 2     | FSG Lausanne-Bourgeoise |

- Zeit: 15:15–16:05

### Handball
- Zeit: 13:20–15:00
- RTV 1879 Basel 2 : 1  GTV Basel
- TV Amicitia Basel 2 : 2  Abstinenten-Turnverein Basel